# کفر عبده
کفر عبده (به عربی: کفر عبده) یک منطقهٔ مسکونی در مصر است که در استان اسکندریه واقع شده‌است.